# トラビス・バンワート
トラビス・ジョーダン・バンワート（Travis Jordan Banwart, 1986年2月14日 - ）はアメリカ合衆国・カンザス州ウィチタ出身の元プロ野球選手（投手）。右投右打。

## 経歴

### プロ入りとアスレチックス傘下時代
2007年のMLBドラフトでオークランド・アスレチックスからドラフト4巡目（全体150位）で指名を受けプロ入り。契約後は、傘下A級のケーンカウンティ・クーガーズでプロデビューし、12試合（うち先発6試合）に登板して2勝1敗1セーブ、防御率2.60の成績を挙げた。
2008年は、傘下A級ケーンカウンティと傘下A+級ストックトン・ポーツの2球団合計で21試合（全て先発）に登板し、4勝7敗、防御率3.59の成績を挙げた。
2009年は、傘下AA級ミッドランド・ロックハウンズと傘下AAA級サクラメント・リバーキャッツの2球団合計で28試合（全て先発）に登板し、10勝6敗、防御率5.12の成績を挙げた。
2010年も、傘下AA級ミッドランドと傘下AAA級サクラメントの2球団合計で29試合（うち先発25試合）に登板し、9勝7敗、防御率3.80の成績を挙げた。またオフはアリゾナ・フォールリーグに参加した。
2011年は、傘下AAA級サクラメントで27試合（うち先発25試合）に登板し、9勝9敗、防御率4.63の成績を挙げた。
2012年は、傘下AAA級サクラメントで32試合（うち先発18試合）に登板し、9勝5敗2セーブ、防御率3.85の成績を挙げた。
2013年は、傘下AAA級サクラメントで29試合（うち先発23試合）に登板し、自身初めての二ケタ勝利となる10勝（5敗）、防御率4.60の成績を挙げた。オフの11月4日にフリーエージェント（FA）となった。

### インディアンス傘下時代
2013年12月13日にクリーブランド・インディアンスとマイナー契約を結び、翌年のスプリングトレーニングに招待選手として参加することになった。
2014年は、傘下AAA級コロンバス・クリッパーズで開幕を迎え、後述の移籍まで16試合（全て先発）に登板し、5勝2敗、防御率3.12の成績を挙げた。

### SKワイバーンズ時代
2014年7月5日、不振により退団したジョジョ・レイエスの代役としてKBOのSKワイバーンズと契約を結び、シーズン後半だけで9勝を記録した。
2015年開幕から先発ローテーションに入り5勝を挙げていたが、7月1日の試合中に打球を受けて右手首を骨折し、9日に退団した｡

### KTウィズ時代
2015年12月1日にKBOのKTウィズと契約した。
2016年は28試合に登板して6勝13敗、防御率5.95という成績に終わり、同年限りで退団した。

### インディアンス傘下復帰
2016年12月23日にクリーブランド・インディアンスとマイナー契約を結び、翌年のスプリングトレーニングに招待選手として参加することになった。
2017年は傘下AA級アクロン・ラバーダックスと傘下AAA級コロンバスでプレーしたが、2球団合計で3勝5敗に終わり、オフの11月6日にFAとなった。

### 独立リーグ時代
2018年は、故郷であるカンザス州ウィチタに本拠地を置く、独立リーグのアメリカン・アソシエーションに所属するウィチタ・ウィングナッツでプレーした。

### 富邦時代
2019年はメキシカンリーグのプエブラ・パロッツで開幕を迎えたが、5月26日に自由契約となり、その後はアトランティックリーグのロングアイランド・ダックスと契約して6試合に登板して3勝を挙げた。7月17日にはCPBLの富邦ガーディアンズと契約したが、6試合に先発登板して1勝4敗、防御率6.30に終わり、シーズン終了後に退団した。

### 富邦退団後
2020年は再びロングアイランド・ダックスと契約したが、新型コロナウイルスの感染拡大の影響でリーグが開催されなかったため、公式戦に登板することなく退団した。
2021年4月5日に現役引退を発表した。

## 詳細情報

### 年度別投手成績
| 年 度    | 球 団    | 登 板 | 先 発 | 完 投 | 完 封 | 無 四 球 | 勝 利 | 敗 戦 | セ 丨 ブ | ホ 丨 ル ド | 勝 率 | 打 者 | 投 球 回 | 被 安 打 | 被 本 塁 打 | 与 四 球 | 敬 遠 | 与 死 球 | 奪 三 振 | 暴 投 | ボ 丨 ク | 失 点 | 自 責 点 | 防 御 率 | W H I P |
| -------- | -------- | ----- | ----- | ----- | ----- | -------- | ----- | ----- | -------- | ----------- | ----- | ----- | -------- | -------- | ----------- | -------- | ----- | -------- | -------- | ----- | -------- | ----- | -------- | -------- | ------- |
| 2014     | SK       | 11    | 11    | 0     | 0     | 0        | 9     | 1     | 0        | 0           | .900  | 282   | 66.2     | 56       | 6           | 26       | 1     | 5        | 56       | 1     | 0        | 27    | 23       | 3.11     | 1.23    |
| 2015     | SK       | 12    | 12    | 0     | 0     | 0        | 5     | 3     | 0        | 0           | .675  | 245   | 56.1     | 70       | 5           | 13       | 0     | 2        | 50       | 2     | 1        | 29    | 29       | 4.63     | 1.47    |
| 2016     | KT       | 28    | 27    | 0     | 0     | 0        | 6     | 13    | 0        | 0           | .316  | 614   | 134.2    | 172      | 21          | 49       | 0     | 4        | 92       | 6     | 0        | 103   | 89       | 5.95     | 1.64    |
| KBO：3年 | KBO：3年 | 51    | 50    | 0     | 0     | 0        | 20    | 17    | 0        | 0           | .541  | 1141  | 257.2    | 298      | 32          | 88       | 1     | 11       | 198      | 9     | 1        | 159   | 141      | 4.92     | 1.50    |

太字は同シーズンでのリーグ最多

### 背番号
- 57 （2014年）
- 59 （2015年）
- 37 （2016年）
- 30 （2019年）